# フルィボーチカ
フルィボーチカ（ウクライナ語：Глибо́чка ；意訳：「深谷」）は、ウクライナのキエフ州ビーラ・ツェールクヴァ地区にある村。1500年に創建された。面積は約1.0km²（2005年）。人口は415人（2005年）。フルィビーチカ（Глибі́чка）とも。